# Althéa Laurin
Pour les articles homonymes, voir Laurin.
Althéa Laurin, née le 1er septembre 2001 à Saint-Denis, est une taekwondoïste française évoluant dans la catégorie des moins de 73 kg.
Elle est devenue la première championne olympique de l’histoire du taekwondo français lors des Jeux olympiques d’été de Paris 2024 et a été médaillée de bronze aux Jeux olympiques de Tokyo à l’âge de 19 ans.  
Elle remporte la médaille d'or lors des championnats du monde 2023.

## Carrière sportive
Althéa Laurin débute le taekwondo à l’âge de 7 ans au Taekwondo club spinassien. Alors que sa mère souhaite initialement l’inscrire au karaté, un quiproquo conduit finalement Althéa à s'orienter vers le taekwondo, discipline dans laquelle elle développera son talent.
Laurin débute internationalement en 2016. Lors de sa seconde sélection en équipe de France, elle devient championne d’Europe junior 2017 à Larnaca. L'année suivante, elle est sacrée championne du monde junior à Hammamet et remporte la médaille d’argent aux Jeux Méditerranéens de Tarragone en catégorie seniors moins de 67 kg.
Lors du tournoi de qualification olympique à Sofia en Bulgarie, elle décroche le quota et valide sa participation aux Jeux olympiques de Tokyo.
Aux Jeux olympiques d'été de 2020 à Tokyo, Althéa Laurin remporte son premier combat dans la catégorie des plus de 67 kg sur le score de 21-3 contre l'expérimentée Mexicaine Briseida Acosta (es), puis s'impose 14-6 face à la Chinoise Zheng Shuyin, championne olympique en titre, en quarts de finale avant de s’incliner en demi-finale face à la Serbe Milica Mandić. Elle remporte finalement la médaille de bronze en battant l'Ivoirienne Aminata Charlène Traoré sur le score de 17-8.
C'est à seulement 19 ans qu'Althéa Laurin remporte la 8e médaille olympique du taekwondo français, en devenant ainsi la plus jeune médaillée.
En septembre 2021, elle signe un contrat de sportif de haut niveau de la Défense avec la Gendarmerie nationale. Elle est actuellement maréchale des logis de la Gendarmerie nationale française.
Elle obtient la médaille d'argent dans la catégorie des moins de 73 kg aux Championnats du monde féminins de taekwondo 2021 à Riyad.
Lors des Championnats d'Europe 2022 à Manchester, elle remporte le titre européen  dans la catégorie des moins de 73 kg.
Aux Jeux méditerranéens de 2022 à Oran, elle remporte la médaille de bronze dans la catégorie des plus de 67 kg.
Elle remporte la médaille d'or dans la catégorie des moins de 73 kg aux Championnats du monde 2023 à Bakou.
Aux Jeux européens de 2023 à Krynica-Zdrój, elle obtient une médaille de bronze dans la catégorie des moins de 73 kg.
En juillet 2023, Althéa Laurin devient numéro une mondiale en ayant engrangé un total de 477 points.
Au Grand Prix de Paris 2023, elle remporte la médaille d’or en catégorie des plus de 67 kg.
Elle est médaillée d'or dans la catégorie des moins de 73 kg aux Championnats d'Europe de taekwondo 2024 à Belgrade.
À Paris lors des Jeux olympiques d'été de 2024, elle remporte la première médaille d'or olympique du taekwondo français, sans perdre un seul round.

## Palmarès
| - 2024 à Paris - Médaille d'or en plus de 67 kg. - 2021 à Tokyo - Médaille de bronze en plus de 67 kg. - 2023 à Bakou - Médaille d'or en moins de 73 kg. - 2021 à Riyad - Médaille d'argent en moins de 73 kg. - 2024 à Belgrade - Médaille d'or en moins de 73 kg. - 2022 à Manchester - Médaille d'or en moins de 73 kg. - 2020 à Sarajevo - Médaille d'or en plus de 67 kg. - 2019 à Dublin - Médaille de bronze en moins de 67 kg. - 2023 à Krynica-Zdrój - Médaille de bronze en moins de 67 kg. - 2022 à Oran - Médaille de bronze en plus de 67 kg. - 2018 à Tarragone - Médaille d'argent en moins de 67 kg. | - 2018 à Hammamet - Médaille d'or en moins de 68 kg (juniors). - 2017 à Larnaca - Médaille d'or en moins de 68 kg (juniors). - 2018 à Varsovie - Médaille de bronze en moins de 67 kg (moins de 21 ans). |

## Distinctions

### Décorations
- Chevalier de la Légion d'honneur (décret du 23 septembre 2024)[17]

- Chevalier de l'ordre national du Mérite (décret du 8 septembre 2021)[18]